# Зайцева, Надежда Сергеевна
Надежда Сергеевна Зайцева (род. 1 января 1984) — российская самбистка и дзюдоистка, призёр чемпионатов России по самбо, чемпионка и призёр чемпионатов Европы по самбо, призёр Маккабиады 2013 года по дзюдо, мастер спорта России международного класса.

## Спортивные результаты
- Всемирные игры боевых искусств 2013 года — ;
- Чемпионат России по самбо среди женщин 2007 года — ;
- Чемпионат России по самбо среди женщин 2010 года — ;
- Чемпионат России по самбо среди женщин 2011 года — ;
- Чемпионат России по самбо среди женщин 2013 года — ;
- Чемпионат России по самбо среди женщин 2014 года — .
- Чемпионат России по самбо 2017 года — ;